# Saint-Androny
Saint-Androny est une commune du Sud-Ouest de la France, dans le département de la Gironde (région Nouvelle-Aquitaine).
Ses habitants sont appelés les Saint-Andronysiens.

## Géographie

### Localisation et accès
Saint-Androny est situé à 60 kilomètres de Bordeaux, 8 kilomètres de Blaye et au bord de l'estuaire de la Gironde. Le bourg est sur une faible hauteur, à 1 km de l'estuaire.
La commune offre un paysage naturel et apaisant où l'on peut croiser ragondins et hérons au détour d'un canal.
Saint-Androny possède un petit port de pêche très représentatif du patrimoine paysager de l'estuaire.
L'île de Patiras et le phare de Trompeloup appartiennent à la commune, et l'île Bouchaud, plus en amont, appartient à la commune de Saint-Genès-de-Blaye.

### Communes limitrophes
Les communes de Saint-Estèphe, Pauillac et Saint-Julien-Beychevelle sont sur la rive gauche de l'estuaire de la Gironde.
Les communes limitrophes sont Braud-et-Saint-Louis, Saint-Genès-de-Blaye, Anglade, Eyrans, Fours, Pauillac, Saint-Julien-Beychevelle et Saint-Estèphe.
| Saint-Estèphe (par un quadripoint) | Braud-et-Saint-Louis | Anglade |
| Pauillac                           | Saint-Androny        | Eyrans  |
| Saint-Julien-Beychevelle           | Saint-Genès-de-Blaye | Fours   |

### Géologie et relief
L'île de Patiras, émergée au début du XVIIe siècle, se trouve au milieu de l'estuaire, en face de Pauillac. L'île est un refuge pour les oiseaux sauvages.
Depuis sa butte de 37 mètres d'altitude, le Puy de Lignac offre un point de vue sur l'estuaire et le Médoc.

### Hydrographie

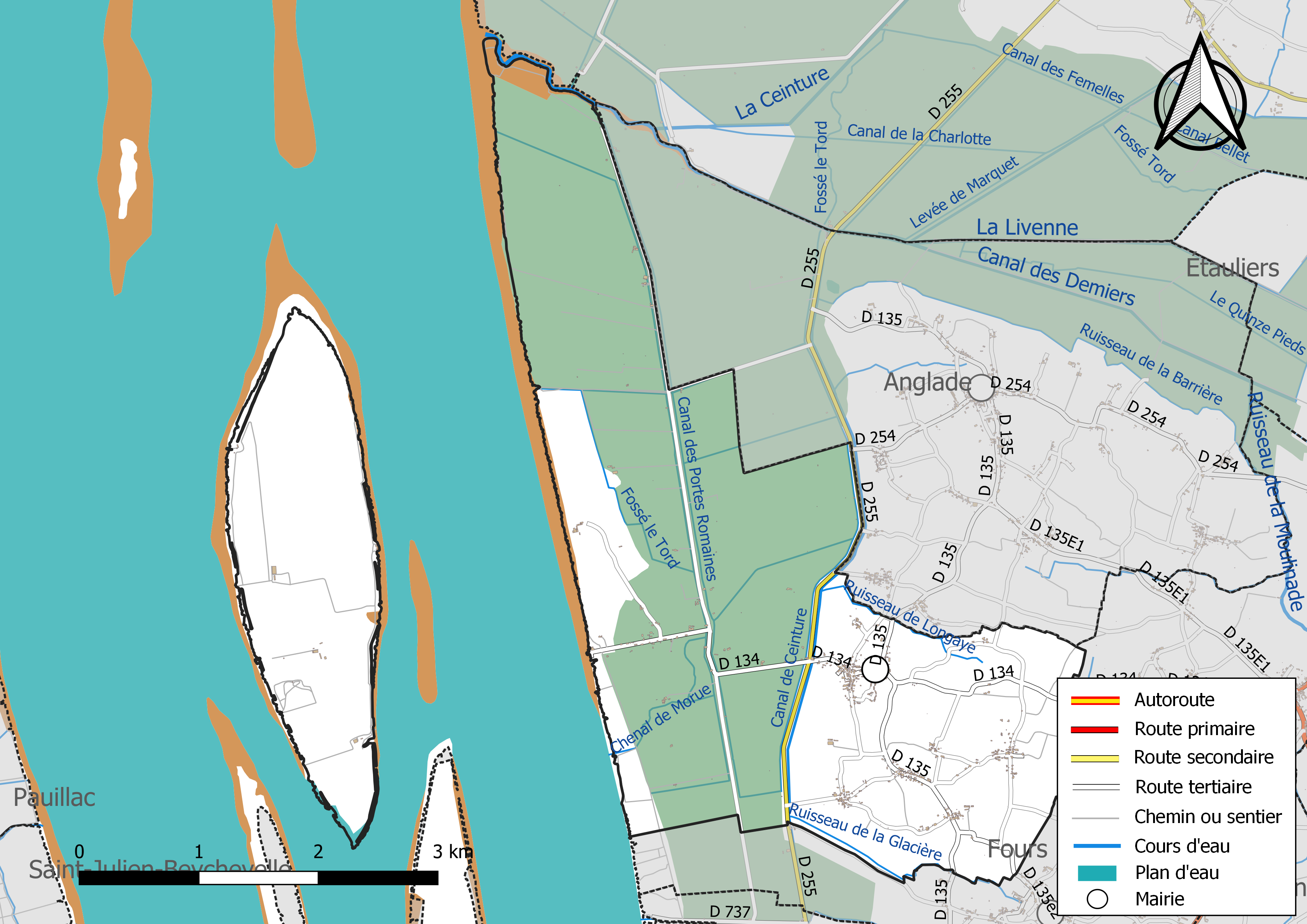
Réseaux hydrographique et routier de Saint-Androny.

La commune comprend la moitié est de l'estuaire, et l'île de Patiras.
Les canaux et ruisseaux sont nombreux avec notamment le Grand canal du Marias, le pont de Longay.
Avec ses 1 200 ha de marais, la commune de Saint-Androny est une terre de prédilection pour les chasseurs et les pêcheurs.

### Climat
Pour des articles plus généraux, voir Climat de la Nouvelle-Aquitaine et Climat de la Gironde.
Historiquement, la commune est exposée à un climat océanique aquitain.  
En 2020, Météo-France publie une typologie des climats de la France métropolitaine dans laquelle la commune est exposée à un climat océanique et est dans une zone de transition entre les régions climatiques « Littoral charentais et aquitain » et « Aquitaine, Gascogne »0.
Pour la période 1971-2000, la température annuelle moyenne est de 13,1 °C, avec une amplitude thermique annuelle de 14,1 °C. Le cumul annuel moyen de précipitations est de 878 mm, avec 12,3 jours de précipitations en janvier et 6,3 jours en juillet. Pour la période 1991-2020, la température moyenne annuelle observée sur la station météorologique la plus proche, située sur la commune de Pauillac à 8 km à vol d'oiseau, est de 14,0 °C et le cumul annuel moyen de précipitations est de 857,0 mm,. Pour l'avenir, les paramètres climatiques de la commune estimés pour 2050 selon différents scénarios d’émission de gaz à effet de serre sont consultables sur un site dédié publié par Météo-France en novembre 2022.

## Urbanisme

### Typologie
Au 1er janvier 2024, Saint-Androny est catégorisée commune rurale à habitat dispersé, selon la nouvelle grille communale de densité à sept niveaux définie par l'Insee en 2022.
Elle est située hors unité urbaine. Par ailleurs la commune fait partie de l'aire d'attraction de Blaye, dont elle est une commune de la couronne,. Cette aire, qui regroupe 13 communes, est catégorisée dans les aires de moins de 50 000 habitants,.
La commune, bordée par l'estuaire de la Gironde, est également une commune littorale au sens de la loi du 3 janvier 1986, dite loi littoral. Des dispositions spécifiques d’urbanisme s’y appliquent dès lors afin de préserver les espaces naturels, les sites, les paysages et l’équilibre écologique du littoral, tel le principe d'inconstructibilité, en dehors des espaces urbanisés, sur la bande littorale des 100 mètres, ou plus si le plan local d’urbanisme le prévoit.

### Occupation des sols

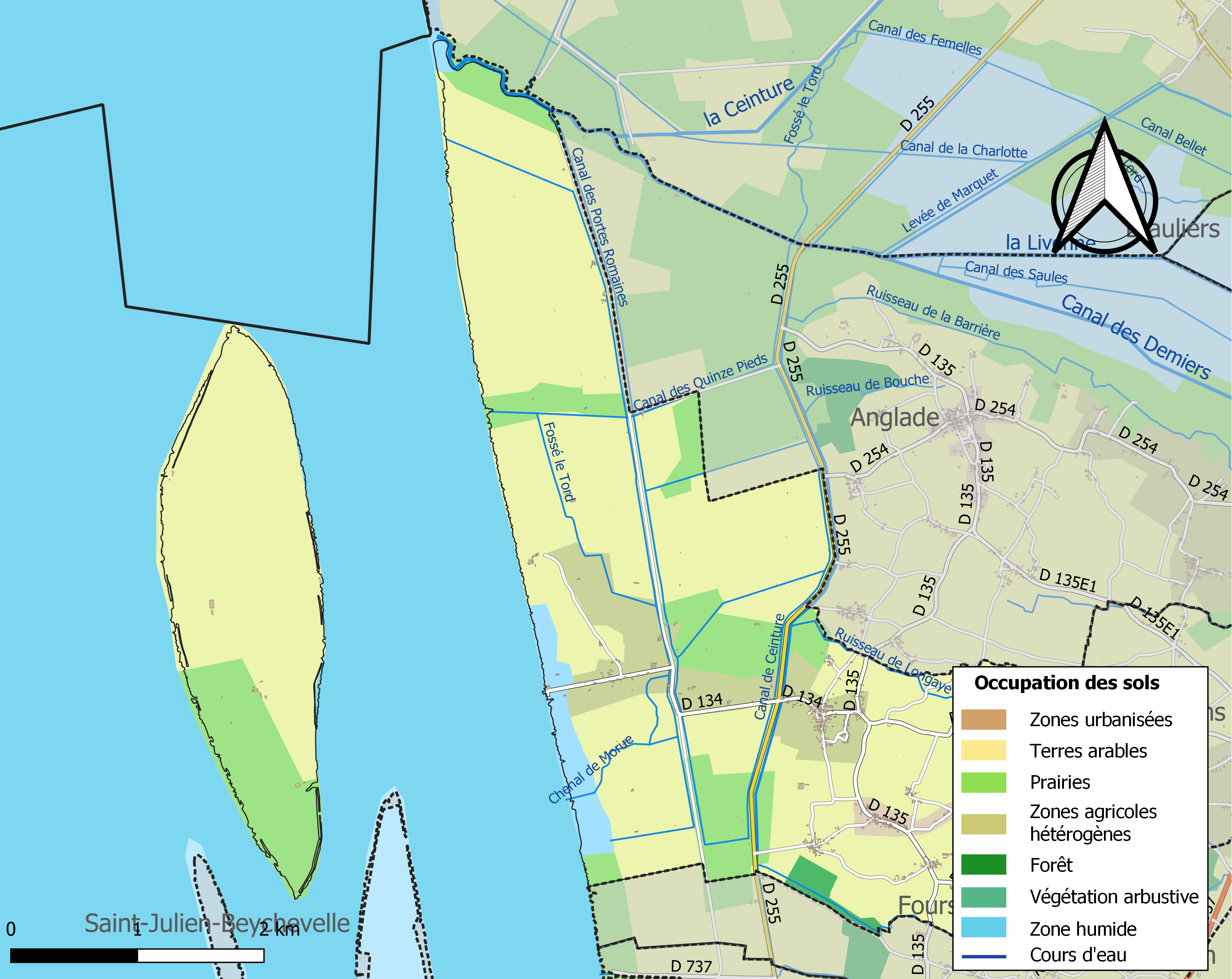
Carte des infrastructures et de l'occupation des sols de la commune en 2018 (CLC).

L'occupation des sols de la commune, telle qu'elle ressort de la base de données européenne d’occupation biophysique des sols Corine Land Cover (CLC), est marquée par l'importance des territoires agricoles (48,3 % en 2018), une proportion sensiblement équivalente à celle de 1990 (48,9 %). La répartition détaillée en 2018 est la suivante : 
eaux maritimes (49,3 %), terres arables (27,9 %), cultures permanentes (9,1 %), prairies (7,6 %), zones agricoles hétérogènes (3,7 %), zones humides côtières (1,3 %), zones urbanisées (0,8 %), forêts (0,4 %). L'évolution de l’occupation des sols de la commune et de ses infrastructures peut être observée sur les différentes représentations cartographiques du territoire : la carte de Cassini (XVIIIe siècle), la carte d'état-major (1820-1866) et les cartes ou photos aériennes de l'IGN pour la période actuelle (1950 à aujourd'hui).

### Risques majeurs
Le territoire de la commune de Saint-Androny est vulnérable à différents aléas naturels : météorologiques (tempête, orage, neige, grand froid, canicule ou sécheresse), inondations et séisme (sismicité faible). Il est également exposé à un risque technologique, le risque nucléaire. Un site publié par le BRGM permet d'évaluer simplement et rapidement les risques d'un bien localisé soit par son adresse soit par le numéro de sa parcelle.

#### Risques naturels
Certaines parties du territoire communal sont susceptibles d’être affectées par le risque d’inondation par débordement de cours d'eau, notamment la Livenne. La commune a été reconnue en état de catastrophe naturelle au titre des dommages causés par les inondations et coulées de boue survenues en 1982, 1988, 1999 et 2009,.

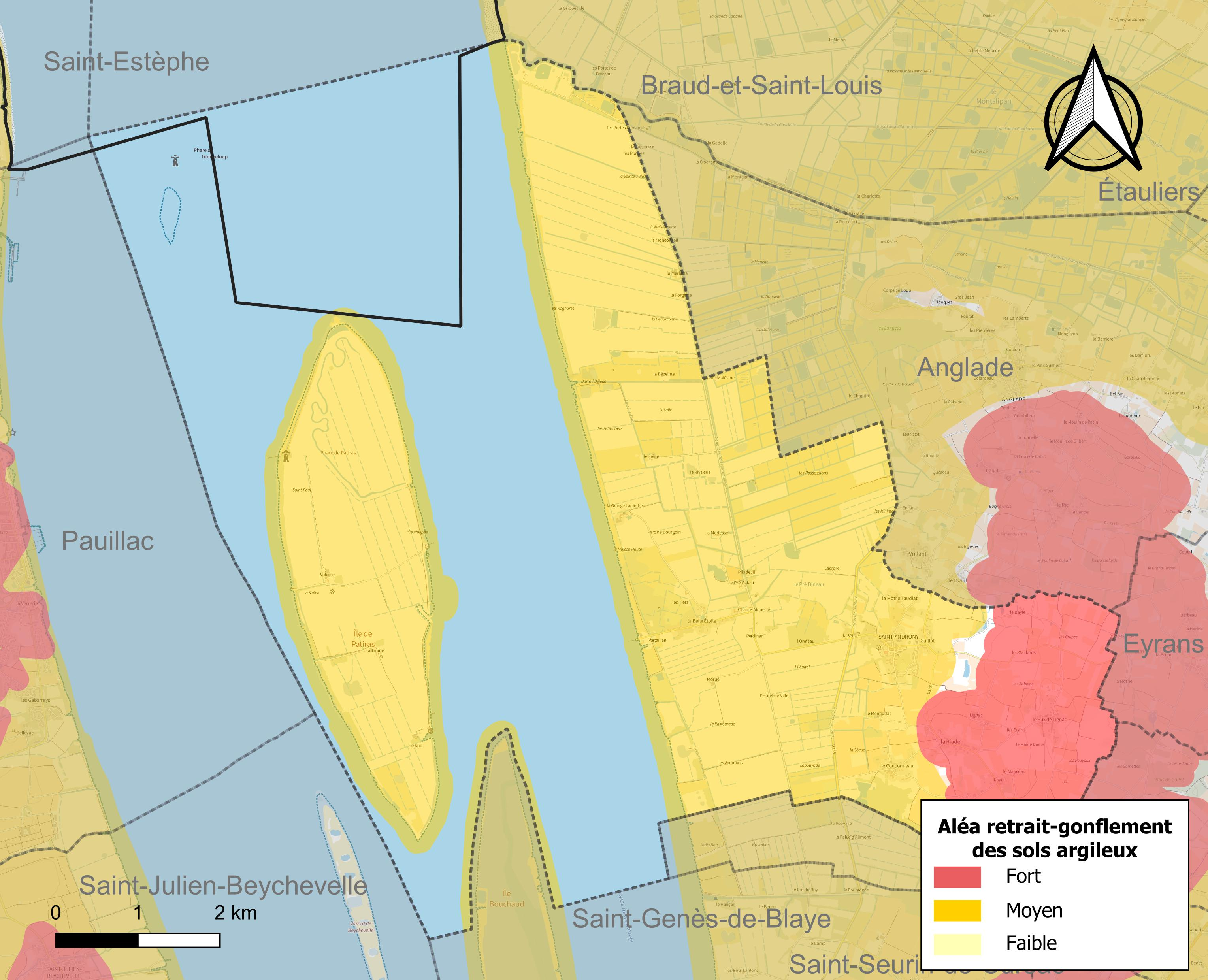
Carte des zones d'aléa retrait-gonflement des sols argileux de Saint-Androny.

Le retrait-gonflement des sols argileux est susceptible d'engendrer des dommages importants aux bâtiments en cas d’alternance de périodes de sécheresse et de pluie. 56,3 % de la superficie communale est en aléa moyen ou fort (67,4 % au niveau départemental et 48,5 % au niveau national). Sur les 306 bâtiments dénombrés sur la commune en 2019, 305 sont en aléa moyen ou fort, soit 100 %, à comparer aux 84 % au niveau départemental et 54 % au niveau national. Une cartographie de l'exposition du territoire national au retrait gonflement des sols argileux est disponible sur le site du BRGM,.
Concernant les mouvements de terrains, la commune a été reconnue en état de catastrophe naturelle au titre des dommages causés par la sécheresse en 2003 et par des mouvements de terrain en 1999.

#### Risques technologiques
La commune étant située totalement dans le périmètre du plan particulier d'intervention (PPI) de 20 km autour de la centrale nucléaire du Blayais, elle est exposée au risque nucléaire. En cas d'accident nucléaire, une alerte est donnée par différents médias (sirène, sms, radio, véhicules). Dès l'alerte, les personnes habitant dans le périmètre de 2 km se mettent à l'abri. Les personnes habitant dans le périmètre de 20 km peuvent être amenées, sur ordre du préfet, à évacuer et ingérer des comprimés d’iode stable,,.

## Histoire
Situé au nord du canton, la commune de Saint-Androny présente un caractère rural et viticole.
Autrefois Saint-Androny s'appelait Saint Andronicus qui vient du martyr grec saint Andronic, persécuté en l'an 304 apr. J.-C.
Au début du siècle, les terres cultivées occupaient 675 ha, les vignes 400 ha et les près 475 ha. Plus de 70 propriétaires produisaient du vin rouge et beaucoup exportaient du foin. De nos jours, plus de dix châteaux exploitent plus de 200 ha de vignes.
Le village a la particularité d'être situé en bordure des marais et d'étendre son territoire sur une partie de l'estuaire de la Gironde et notamment sur l'île de Patiras.

## Politique et administration
| Période                                  | Période  | Identité        | Étiquette | Qualité     |
| ---------------------------------------- | -------- | --------------- | --------- | ----------- |
| 1995                                     | 2001     | Pierre Charrier |           |             |
| 2001                                     | En cours | Pascal Riveau   |           | Agriculteur |
| Les données manquantes sont à compléter. |          |                 |           |             |

Pour les élections municipales française de 2014, deux listes à Saint-Androny et un candidat isolé. Celle du maire sortant, Pascal Riveau et celle de Ludovic Carteau, 24 ans, un des plus jeunes candidats à conduire une liste en Gironde. La liste de Pascal Riveau (SE) est élue et brigue un troisième mandat. La liste de Ludovic Carteau (SE) est battue.

## Démographie
L'évolution du nombre d'habitants est connue à travers les recensements de la population effectués dans la commune depuis 1793. Pour les communes de moins de 10 000 habitants, une enquête de recensement portant sur toute la population est réalisée tous les cinq ans, les populations de référence des années intermédiaires étant quant à elles estimées par interpolation ou extrapolation. Pour la commune, le premier recensement exhaustif entrant dans le cadre du nouveau dispositif a été réalisé en 2006.

En 2022, la commune comptait 582 habitants, en évolution de +4,3 % par rapport à 2016 (Gironde : +6,91 %, France hors Mayotte : +2,11 %).
| 1793 | 1800 | 1806 | 1821 | 1831 | 1836 | 1841 | 1846 | 1851 |
| ---- | ---- | ---- | ---- | ---- | ---- | ---- | ---- | ---- |
| 525  | 539  | 599  | 647  | 757  | 746  | 765  | 787  | 778  |

| 1856 | 1861 | 1866 | 1872 | 1876 | 1881 | 1886 | 1891 | 1896 |
| ---- | ---- | ---- | ---- | ---- | ---- | ---- | ---- | ---- |
| 767  | 745  | 782  | 765  | 828  | 810  | 816  | 851  | 846  |

| 1901 | 1906 | 1911 | 1921 | 1926 | 1931 | 1936 | 1946 | 1954 |
| ---- | ---- | ---- | ---- | ---- | ---- | ---- | ---- | ---- |
| 898  | 891  | 828  | 682  | 672  | 602  | 585  | 593  | 583  |

| 1962 | 1968 | 1975 | 1982 | 1990 | 1999 | 2006 | 2011 | 2016 |
| ---- | ---- | ---- | ---- | ---- | ---- | ---- | ---- | ---- |
| 587  | 562  | 442  | 584  | 547  | 566  | 570  | 564  | 558  |

| 2021 | 2022 | - | - | - | - | - | - | - |
| ---- | ---- | - | - | - | - | - | - | - |
| 569  | 582  | - | - | - | - | - | - | - |

## Économie

### Tourisme
Au petit port de Saint-Androny : la Belle Étoile. Sa jetée aménagée dispose d'un parking d'accueil permettant l'accès à l'estuaire.
Sur l'île de Patiras : gîte pour vacanciers.

## Lieux et monuments
- L'église paroissiale Saint-Androny a conservé son chevet de style roman, et son clocher de style néogothique rebâti au XIXe siècle, domine la campagne.
- Le phare de Patiras situé sur l'île du même nom.
- La croix du cimetière, fort ancienne et sans ornement.
- Le monument aux morts qui aurait dû être d'une hauteur phénoménale d'après les plans de construction retrouvés, selon la mairie.

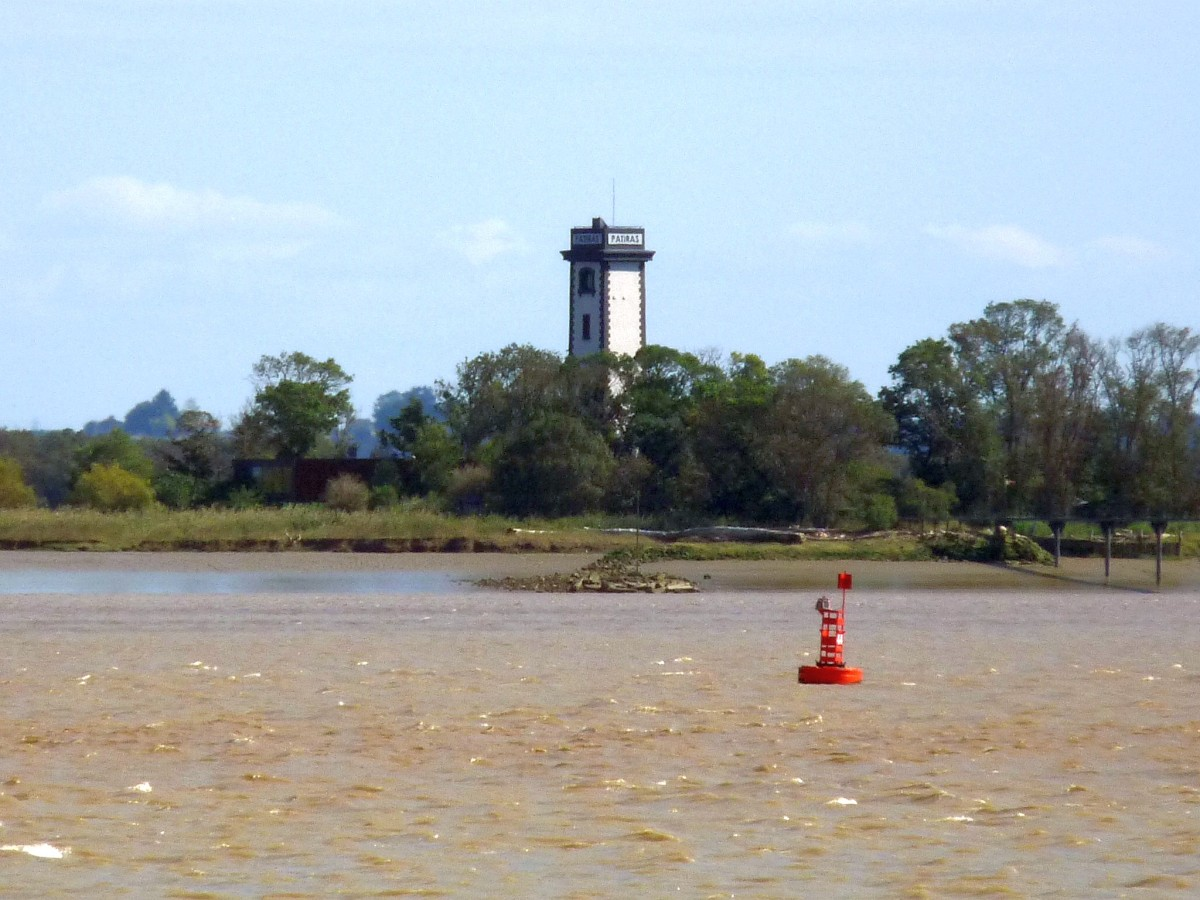
Le phare de Patiras
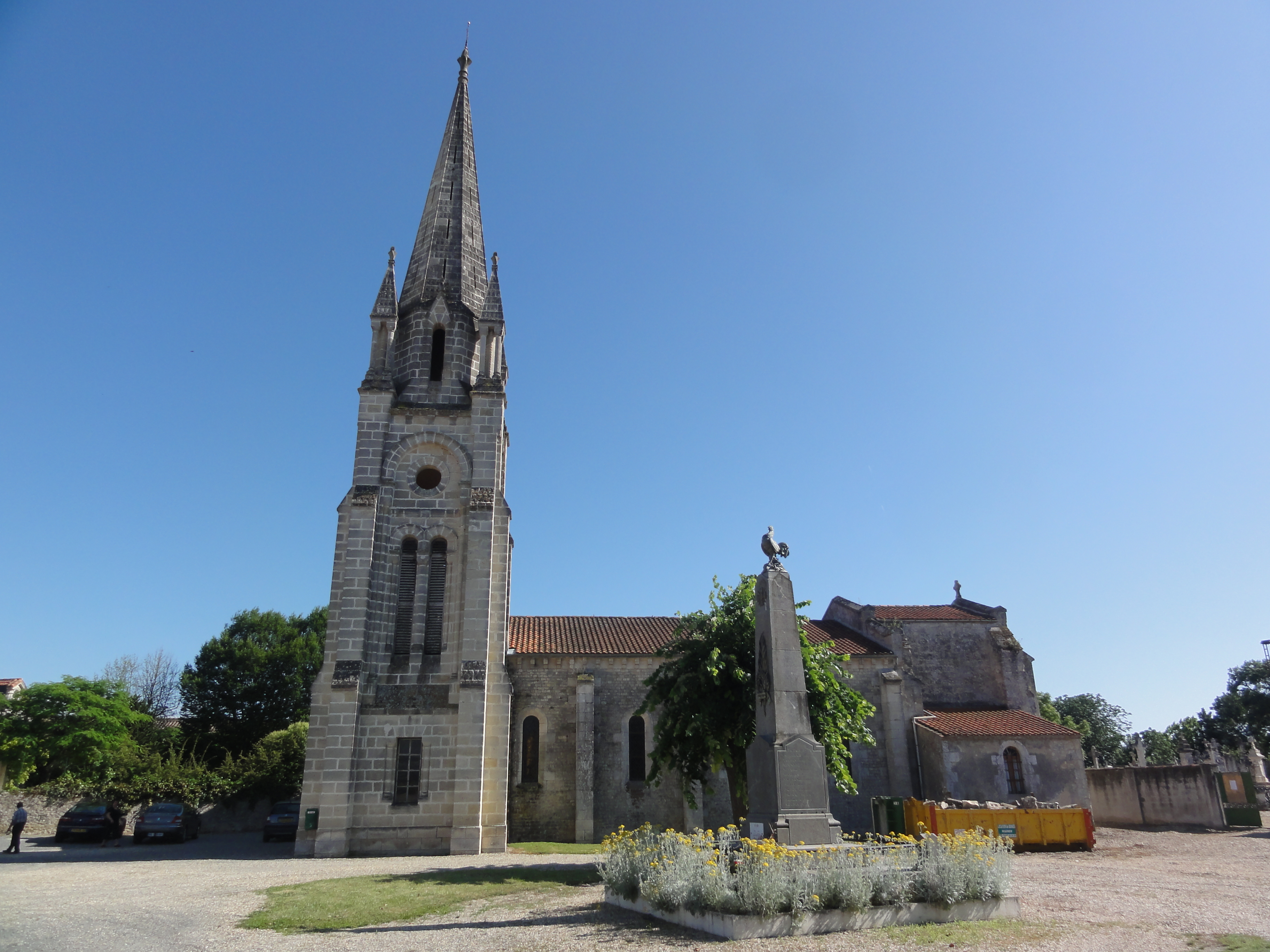
L'église et le monument aux morts